# 单身女子的138条军规
《单身女子的138条军规》是钱海燕 (漫画家)的漫画，被叫恋爱作战手册。作家出版社出版，淑女唆教书全四册之一，2009年7月出版。